# Ayresome Park
Ayresome Park je dnes již zaniklý fotbalový stadion, který se nacházel v anglickém Middlesbrough. Stadion byl domovem ligového klubu Middlesbrough FC, který zde hrál od roku 1903 až do roku 1995, kdy se přestěhoval na modernější Riverside Stadium.
Middlesbrough hrával své dřívější zápasy na kriketovém hřišti Linthorpe Road, ale po úspěšné žádosti o vstup do Football League musel najít vhodnější hřiště pro další účinkování na nejvyšší ligové úrovni. Ayresome Park byl postaven v oblasti zvané Paradise Field, přiléhající k hřišti Paradise Ground, které bylo domovem bývalého ligového mužstva Middlesbrough Ironopolis.
Nejvyšší návštěva byla na stadionu zaznamenána 27. prosince 1949, kdy zápas proti Newcastle United navštívilo 53 802 diváků. Ayresome Park také později hostil tři zápasy Mistrovství světa ve fotbale v roce 1966. Nejpřekvapivější z nich se událo 19. července 1966, kdy severokorejská reprezentace porazila italskou poměrem 1:0.
Stadion byl po roce 1995 využíván jako tréninkové hřiště do doby, než byl otevřen nový tréninkový objekt. S těmito události pak souvisela jeho konečná demolice v roce 1997. Prostor po stadionu byl později zaplněn novými obytnými objekty.